# Torre Burés
La Torre Burés és una obra eclèctica de Castellbell i el Vilar (Bages) protegida com a Bé Cultural d'Interès Local.

## Descripció
La casa dels amos de la Colònia Burés està situada en un turó, a la riba occidental del riu Llobregat. Es tracta d'una construcció aïllada, de planta quadrada i a quatre vessants. Hi ha un cos central que s'aixeca per sobre del volum, a mode de torre, amb una coberta pròpia de quatre vessants.

## Història
La família Burés adquirí inicialment les terres als propietaris del Ferran per fer-hi un vedat de caça l'any 1889. Més endavant hi construïren la torre quadrada.